# 230 PLM 2693

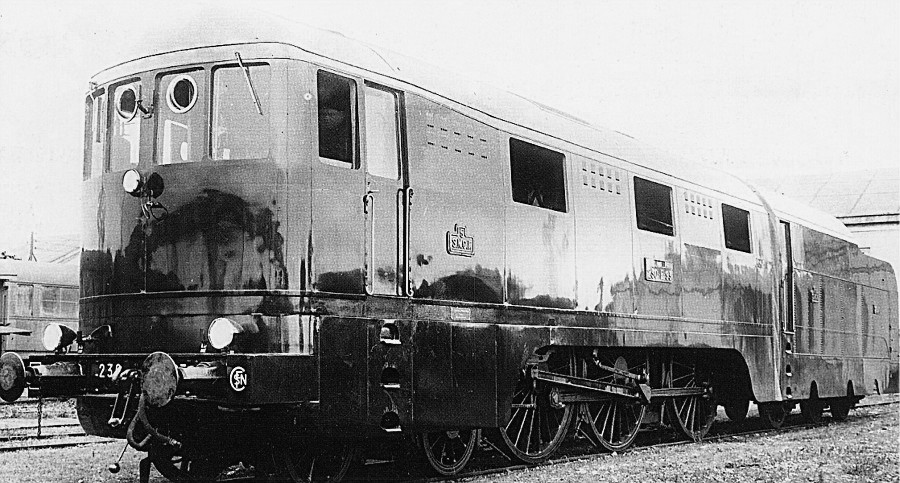
Le prototype SNCF 230 E 93.

La 230 E 93 est une locomotive prototype construite en 1937, sur le châssis de la 230 B 93 ex 2693 du PLM, en l'équipant d'une chaudière à vaporisation instantanée de type Velox.
La  chauffe se faisait au fuel pulvérisé.
Un carénage recouvrait la chaudière ; le poste de conduite était situé à l'avant de la machine. Le châssis restait d'origine avec une distribution Walschaerts et 4 cylindres compound.
La locomotive participe à des essais en remorquant des trains express sur la ligne Paris-Dijon
La 230 E 93 deviendra ultérieurement la 230 E 1, toujours à la SNCF.

## Caractéristiques
Poids à vide: 53 t
Poids en charge: 74 t
Diamètre des roues: 2 m
Timbre: 20 bar
Diamètre et course des cylindres HP: 370 x 650 mm
Diamètre et course des cylindres BP: 540 x 650 mm